# Relaciones Bulgaria-Venezuela
Las relaciones Bulgaria-Venezuela se refieren a las relaciones internacionales que existen entre Bulgaria y Venezuela.

## Historia

### SigloXX
El 1 de agosto de 1973, Bulgaria y Venezuela firmaron un acuerdo para establecer relaciones diplomáticas a nivel de embajadas.

### SigloXXI
Bulgaria desconoció los resultados de las elecciones presidenciales de Venezuela de 2018, donde Nicolás Maduro fue declarado como ganador.[cita requerida]
En 2019, durante la crisis presidencial de Venezuela, Bulgaria reconoció a Juan Guaidó como presidente de Venezuela.
A finales del año, la embajadora designada por la Asamblea Nacional de Venezuela como embajadora en Bulgaria, Estefanía Meléndez, publicó el borrador de una carta que los diputados Luis Parra y Conrado Pérez le entregaron a una oficial de la cancillería de Bulgaria, Emilia Stefanova, durante una visita el 12 de abril en la ciudad capital, Sofía. La carta estaba dirigida a Boiko Borísov, el primer ministro de Bulgaria; decía que a «petición de la representación legal de la empresa Salva Foods 2015» (la empresa dueña de las Tiendas Clap, negocio con el que Alex Saab y Álvaro Pulido controlan la importación de alimentos para el gobierno de Nicolás Maduro) y que luego de una presunta «investigación y visita técnica» practicada a la compañía en Venezuela, se había determinado que no había incurrido en irregularidades y que, por tanto, no había motivos para investigarla.
Meléndez denunció que la visita no fue coordinada por ella y que «tampoco cumplió con el debido proceso al no ser aprobada por las instancias pertinentes en la Asamblea Nacional».